# Mengandung Sari
Mengandung Sari is een bestuurslaag in het regentschap Lampung Timur van de provincie Lampung, Indonesië. Mengandung Sari telt 3905 inwoners (volkstelling 2010).